# Kamen modrosti
Kamen modrosti je v alkimiji snov, ki bi omogočila pretvorbo nežlahtnih kovin v zlato ali srebro. Poleg eliksirja življenja je bilo odkritje kamna modrosti glavni cilj alkimije. Z dodatkom majhne količine te snovi naj bi se nežlahtna kovina pretvorila v žlahtno. Pri tej pretvorbi bi poleg žlahtne kovine nastal še eliksir življenja - tekočina, ki bi omogočala večno življenje.
Danes velja v kemiji načelo, da s kemijsko reakcijo ni možno pretvoriti neke kemijske prvine v drugo. Takšna pretvorba se lahko doseže le z metodami jedrske fizike.